# Яворський Валерій
Вале́рій Яво́рський (із роду Сас, 20 березня 1848, Флоринка — 17 липня 1924, Краків) — український лікар.

## Біографія
Родом із Флоринки (Ново-Сандеччина). Професор Краківського університету. Член Польської АН у Кракові.
Вчився у Львівському і Краківському університетах, з 1882 року — доцент, професор (з 1889 року) внутрішньої медицини.
Численні наукові праці з клінічної гастрології, публіковані в польських і австрійських наукових журналах.
Автор монографій і підручників.